# More Than You Know (Axwell-Λ-Ingrosso-Album)
More Than You Know (dt. Mehr als du weißt) ist das Debüt-Studioalbum des schwedischen DJ- und Produzenten-Duos Axwell Λ Ingrosso. Es wurde am 8. Dezember 2017 über „Virgin EMI Records“ sowie dessen Major-Label „Universal Music“ weltweit veröffentlicht, nachdem es seit Sommer 2017 bereits in unterschiedlichen Formaten in unterschiedlichen Ländern erschien. Ihre eigenen Plattenlabel „Axtone Records“ und „Refune Music“ waren bei der Veröffentlichung ebenfalls aktiv. Kollaborationen sind unter anderem mit Kid Ink und Pusha T zu finden. Der Titel des Albums orientiert sich am Namen der im Sommer 2017 erschienenen Single More Than You Know, die sich zu einem großen kommerziellen Erfolg entwickelte. Alle enthaltenen Lieder bilden vorab erschienene Single-Veröffentlichungen.

## Hintergrund

### 2014: Spekulationen und Verträge mit Def Jam & EMI
Erstmals gesprochen über ein Studioalbum wurde bereits im Frühjahr 2014. Axwell äußerte sich in Form eines Tweets zu den Gerüchten:

„Es ist offiziell.Ich und @Ingrosso stellen unser erstes Album fertig und Zane spielte euch vergangenen Nacht einen Clip vor... Wir freuen uns auf diese neue Reise!“

Infolge der Gründung des Projekts veröffentlichte das Duo am 26. Mai 2014 das Lied We Come, We Rave, We Love als Free-Track. Des Weiteren gaben sie bei mehreren Auftritten einen Einblick in ihre weitere Produktion Something New, die als This Time We Can’t Go Home gehandelt wurde. Einher ging sowohl das Release als auch die Premiere mit vielerlei Spekulationen um eine Veröffentlichung des Albums noch im selben Jahr. Zwischen Mai und Juni 2014 startete des Weiteren eine Promo-Aktion zur folgenden Single-Auskopplung On My Way. Zur selben Zeit wurde bekannt gegeben, dass Kollaborationen mit unter anderem Elton John und Ryan Tedder in Arbeit wären.
Am 8. Juli 2014 präsentierte das Duo nach Ankündigung auf Twitter eine Auswahl neuer Songs während ihres Auftritts beim Governors Ball Music Festival in New York. Mit dabei waren unter anderem die Lieder This Time, Dream Bigger und On My Way. Noch im selben Monat wurde das Lied Sun Is Shining premiert, das schnell im Internet seine Runde machte.
Im September 2014 veröffentlichte das Online-Magazin „The Banging Beats“ einen Artikel, der die Situation des Projekts Axwell Λ Ingrosso thematisierte und das Release des Albums auf Dezember selben Jahres datierte.
Ebenfalls im September 2014 verkündigten sie Verträge mit „Def Jam Recordings“ und „EMI Group“ unterzeichnet zu haben. Infolgedessen solle die Veröffentlichung des Albums für Frühjahr 2015 angesetzt worden sein. Zane Lowe von der BBC erzählte in seiner Radioshow, dass ihm das Duo bereits eine Hörprobe des Albums vorgestellt hätten und er es großartig fände.
Am 26. November 2014 erfuhr die Lead-Single des Albums, Something New, Weltpremiere und erschien bis Mitte Dezember 2014 weltweit als erste Single des Projekts. Im März 2015 wurde dann die Studio-Version des Liedes On My Way premiert und noch im selben Monat als Single veröffentlicht. Ebenfalls am 12. März 2015 wurde der stilistisch anders ausgelegte Song Can’t Hold Us Down offiziell veröffentlicht. Alle drei bisherigen Songs wurden bis zu diesem Zeitpunkt als Non-Album-Singles bezeichnet.

### 2015: Vorübergehende Datierung auf Herbst
Ende März 2015 spielten Axwell und Sebastian Ingrosso erstmals die Vocals-Version des Liedes Dream Bigger, bei der der US-amerikanische Musiker Pharrell Williams mitwirkte sowie den Instrumental-Track Dawn. Der Folgemonat brachte einen Auftritt beim Coachella-Festival mit sich, bei dem sie gemeinsam mit ihren Songwritern Vincent Pontare und Salem Al Fakir als Vargas & Lagola auftraten. Hier premierte das Quartett den Track More Than You Know, der zu diesem Zeitpunkt noch keinen Mainpart enthielt.
Im Mai 2015 wurde der Track Sun Is Shining als Werbesong der Modemarke H&M verwendet, was auf eine baldige Veröffentlichung hindeutete. Diese erfolgte am 12. Juni 2015. Sun Is Shining konnte die Reichweite der Vorgänger bei Weitem übertreffen.
Im August 2015 sprachen Axwell und Sebastian Ingrosso in einem Interview mit „WiLD 949“ über ihre Pläne mit dem Studioalbum. Zum einen sollte die Veröffentlichung in Kürze nach Sommerende erfolgen, zum anderen gab es noch keinen Titel. Eine Kollaboration mit Steve Angello wäre nicht in Arbeit, hingegen wünschten sie eine Zusammenarbeit mit Skrillex und Calvin Harris. In einem Interview mit dem Online-Magazin „Phouse“ datierte das Duo die Veröffentlichung auf die Folgemonate und gab bekannt, dass Angello wohl bei dem ein oder anderen Track seine Finger im Spiel gehabt hätte.
Im Oktober 2015 startete die Promo-Aktion zum Lied This Time, einer neuen Version des Tracks Something New. Hierbei wurde das gesamte Instrumental überarbeitet und Rap-Parts vom US-amerikanischen Rapper Pusha T hinzugefügt. Parallel erfolgte ein Wechsel des Managements, weshalb die Veröffentlichung des Albums vorerst verschoben wurde. Stattdessen wurde auf ein Release des Liedes Dream Bigger für den 31. Dezember 2015 hingearbeitet. Jedoch wurde hier vorerst eine Instrumental-Version verfügbar gemacht.

### 2016: Vorübergehende Annullierung
Bereits seit 2014 wurde bei einer Reihe von Auftritten eine Kollaboration mit dem russischen DJ und Produzenten Shapov gespielt, die als Where I Belong gehandelt wurde. Im Februar 2016 äußerte sich der Russe zu dem Song und erzählte, dass die Produktion als Album-Track vorgesehen wäre. Als Grund für die lange Wartezeit nannte er Axwells perfektionistische Art. Zur gleichen Zeit wurden die lang als Axwell-Λ-Ingrosso-Produktionen vermuteten Songs Barricade und Dark River als Solo-Singles angekündigt. Den Credits zufolge entstanden jedoch beide Tracks als Kollaboration.
Zwischen April 2016 und Mai 2016 veröffentlichte das Duo zwei weitere Vorab-Singles. Diese bildeten die Vocal-Version des Liedes Dream Bigger, bei der Pharrell Williams seine Stimme beisteuerte, sowie eine Neuauflage des Songs Thinking About You. Die bisher bekannte Version des Songs folgte kurze Zeit später als Festival Version. Im Sommer 2016 entpuppte sich schlussendlich die Shapov-Kollaboration als ein Axwell-Solo-Release mit dem Titel Belong. Somit schienen die Pläne für einen Album-Track vom Tisch zu sein. Eine Remode-Version des Tracks, die gemeinsam mit Years entstand, basiert auf einer ID, die lange Zeit als Axwell-Λ-Ingrosso-Produktion gehandelt wurde.
Ebenfalls im Juni 2016 antwortete Axwell auf den Tweet eines Fans, der sich nach der Veröffentlichung des Albums erkundigte. Hierbei entgegnete Axwell ihm:

„wir haben bereits 10 Lieder veröffentlicht- das ist das Album“

Im Herbst 2016 spielte das Duo zwei neue Produktionen. Zum einen verbarg sich dahinter der Song Dreamer, zum anderen der Instrumental-Song How Do You Feel Right Now. Nur kurze Zeit später folgte ein Statement der Ex-Managerin des Duos, Amy Thomson, die via Twitter bekannt gab, dass im Januar des Folgejahres neue Informationen zum Album-Release folgen würden. Parallel kündigte sie die Veröffentlichung des Liedes I Love You für Frühjahr 2017 an.

### 2017: Veröffentlichung
Nachdem im April 2017 das Lied I Love You und parallel das erste Lied mit einem offiziellen Feature (Kid Ink) veröffentlicht worden war, wurde für Mai 2017 eine 4-Track-EP angekündigt. Hinter dieser verbarg sich die so genannte More Than You Know EP. Neben dem gleichnamigen Lied waren hier die Tracks Renegade, How Do You Feel Right Now und Dawn zu finden. More Than You Know konnte sich zu einem der Sommerhits des Jahres entwickeln, womit die Erwartungen auf ein Album wiederkehrten.
Am 5. Juli 2017 kündigte das Duo schlussendlich an, dass ein Album kommen würde. Auf Instagram zeigten sie sowohl Cover als auch die Tracklist, die alle bisherigen Singles enthielt. Am 28. Juli 2017 erfolgte dann die Veröffentlichung in Japan. In weiteren Ländern kam das Album teils nur als Vinyl und nahezu inoffiziell auf den Markt. Der Boxpark Shoreditch in London bot eine Vorbestellung an, für die es eine signierte Edition gab. Weitere Pre-Order-Angebote sollten folgen, doch auf Grund der Fertigstellung des Liedes Dreamer und der geplanten Single-Veröffentlichung wurde das Release des Albums erneut herausgezögert. Erst am 8. Dezember 2017 mit dem Erscheinen von Dreamer kam das Album in die Stores.

### Titel & Artwork
Das Artwork orientiert sich an den Covern der gleichnamigen Single und der EP. Während auf der EP die Künstler nicht zu erkennen sind, waren sie auf dem Cover der Single abgebildet. Diesem ist das Album-Cover nahezu identisch.
Im Fokus des Covers steht eine Badewanne, über der ein Lambda (Λ) angebracht ist, welches im weitesten Sinne als Logo des Duos agiert. Dieses sorgt für das lila-rot-gelb-gefärbte Licht, das den Raum dürftig beleuchtet. Auf dem Boden sind mehrere Gegenstände zu erkennen, die auf eine vergangene Partynacht hindeuten. Verstärkt wird dieser Eindruck durch Axwell und Sebastian Ingrosso, die offensichtlich verkatert in der Wanne liegen. Der Titel und die Interpreten stehen im Zentrum des Covers in grauer Schrift.

## Titelliste
| #            | Titel                                                           | Autoren | Länge |
| ------------ | --------------------------------------------------------------- | --- | ----- |
| 1.           | More Than You Know (Gastsänger: Kristoffer Fogelmark)           | Axel Christofer Hedfors, Sebastian Carmine Ingrosso, Vincent Fred Pontare, Salem Lars Al Fakir, Richard Zastenker | 3:23  |
| 2.           | How Do You Feel Right Now (Gastsänger: Sanjin Kljucanin)        | Hedfors, Ingrosso                                                                                                 | 2:59  |
| 3.           | This Time (feat. Pusha T; Gastsänger: Vincent Pontare)          | Hedfors, Ingrosso, Terrence Thornton, Pontare                                                                     | 3:37  |
| 4.           | Something New (Gastsänger: Pontare)                             | Hedfors, Ingrosso, Pontare, Al Fakir                                                                              | 4:07  |
| 5.           | Renegade (Gastsänger: Salem Al Fakir)                           | Hedfors, Ingrosso, Pontare, Al Fakir, Magnus Lidehäll, Erich Lennig                                               | 3:12  |
| 6.           | Dream Bigger (Gastsänger: Pharrell Williams)                    | Hedfors, Ingrosso, Pharrell Williams                                                                              | 3:17  |
| 7.           | Sun Is Shining (Gastsänger: Al Fakir)                           | Hedfors, Ingrosso, Pontare, Al Fakir                                                                              | 4:15  |
| 8.           | On My Way (Gastsänger: Al Fakir)                                | Hedfors, Ingrosso, Pontare, Al Fakir                                                                              | 4:25  |
| 9.           | I Love You (feat. Kid Ink; Gastsänger: Madison Love)            | Hedfors, Ingrosso, Brian Collins Jr., Jonathan Carter Cunningham, Madison Emiko Love, Leo Gerard Taylor           | 3:11  |
| 10.          | Thinking About You (Gastsänger: Richard Archer und Chloé Leone) | Hedfors, Ingrosso, John Richard Archer, Edvard Sebastian Furrer, Jacob Tillberg                                   | 3:25  |
| 11.          | Can’t Hold Us Down                                              | Hedfors, Ingrosso, Klas Åhlund                                                                                    | 6:18  |
| 12.          | Dawn                                                            | Hedfors, Ingrosso                                                                                                 | 5:32  |
| 13.          | Dreamer (feat. Trevor Guthrie)                                  | Hedfors, Ingrosso, Elof Loelv, Pontare, Al Fakir                                                                  | 4:11  |
|              |                                                                 | Insgesamt: | 51:52 |
| Bonus-Tracks |                                                                 | |       |
| 14.          | Barricade (Gesungen von Linnea Amanda Fondell)                  | Hedfors, Ingrosso, Pontare, Al Fakir, Linnea Amanda Fondell, Jason Santos, Linnea Sodahl                          | 4:54  |
| 15.          | Dark River (Gesungen von Erich Lennig)                          | Hedfors, Ingrosso, Erich Lenning, Magnus Carl Erik Lidehall                                                       | 3:12  |
|              |                                                                 | Insgesamt: | 59:58 |

## Single-Auskopplungen

### Something New
Die erste Single aus dem Album erschien am 27. November 2014. Der Progressive-House-lastige Song wurde bereits im Sommer desselben Jahres premiert und mehrere Previews wurden auch vom Duo selber veröffentlicht. Das Musikerduo Vargas & Lagola wirkte hier sowohl als Autoren als auch als Sänger mit. Hinter dem Projekt verbergen sich Salem Al Fakir und Vincent Pontare. Seit der ersten Single von Axwell Λ Ingrosso wirken sie diesen als wiederkehrende Gastmusiker bei. Anfangs als This Time We Can’t Go Home bekannt, bahnte sich bereits vor Veröffentlichung eine Fangemeinde um das Lied an. Sowohl die Gestaltung als auch die Atmosphäre sollen dem Stil des Vorgängerprojekts sehr ähnlich sein. Parallel dient das Lied als Werbesong der „Beats-by-Dre-Presents:-#SoloSelfie“-Kampagne.
Das erste Musikvideo des Liedes wurde am 22. Dezember 2014 veröffentlicht. Dieses stellt ein Lyric-Video dar und erreichte über 20 Millionen Aufrufe. Das offizielle Musikvideo folgte im Februar 2015. Dieses ist größtenteils im PoV-Stil aufgenommen und zeigt zwei Motorradfahrer, die in einen Stau geraten und im Slalom an den Autos vorbei lenken. Dabei fällt auf, dass alle Autofahrer das Lied Something New hören und sie teils sogar auf den Autos stehen und zu dem Track tanzen. Die PoV-Sicht wird gegen Ende des Videos in eine Third-Person-Perspektive umfunktioniert und zeigt, wie die Biker den Stau überwinden und in der Ferne auf dem Highway verschwinden. Dabei ist das Logo des Duos auf dem Rücken ihrer Jacken zu erkennen, was darauf schließen lässt, dass sich unter den Helmen Axwell und Sebastian Ingrosso verbergen. Das offizielle Musikvideo weist über 5 Millionen Views auf.
Something New konnte in zahlreichen europäischen Ländern die Single-Charts erreichen. Unter anderem konnte es sich in Großbritannien auf Platz 22, in Schweden auf Platz 20 und in Frankreich auf Platz 56 positionieren. In Deutschland konnte der Track bis auf Nummer 90 der Airplay-Charts vorrücken. In Italien erhielt die Single mit 15.000 verkauften Einheiten Gold und in Schweden mit 80.000 Verkäufen Doppelplatin.

### On My Way
Die zweite Vorabsingle des Albums trägt den Titel On My Way und erschien am 12. März 2015. Bereits im Sommer des Vorjahres startete die Promo-Aktion des von Salem Al Fakir gesungenen Liedes. Axwell postete auf Instagram ein Bild von 16 aufgelisteten Adressen aus New York City, an welchen mehrere Textzeilen hinterlegt waren. Nun war es die Aufgabe der Fans, diese Textzeilen zusammenzutragen. Ebenfalls im Juni 2014 wurden an jeden Abonnenten ihrer offiziellen Website die Lyrics sowie die Noten des Tracks gesendet. Des Weiteren gab Axwell auf seinem Instagram-Profil Einblicke in den Song. Im August 2014 spielten sie eine überarbeitete Version des Songs.
In einem von „The Banging Beats“ veröffentlichten Artikel wurde das Single-Release auf dasselbe Jahr datiert. Nachdem sie sich vorerst auf die Veröffentlichung von Something New konzentrierten, geriet die Promo-Aktion in den Hintergrund. Gegen Ende des Jahres 2014 spielte das Duo eine überarbeitete Version von On My Way, die kommerzieller gestaltet war. Im März des Folgejahres wurden mehrere Clips veröffentlicht, die auf Szenen des Musikvideos basierten, bis das Release offiziell verkündet wurde. Nach der Premiere bei der BBC erschien der Song am 12. März 2015 als Single.
Das offizielle Musikvideo wurde bereits im August 2014 gedreht und Anfang 2015 promotet. Als Regisseur agierte hier Christian Larson, die Hauptrollen spielen Axwell und Sebastian Ingrosso. Auch Vincent Pontare und Salem Al Fakir sind als Gastdarsteller im Video zu sehen. Jacob Swan Hyan, Svana Gisla und Amy Thomson waren als Produzenten am Projekt beteiligt. Die beiden Protagonisten sind jeweils als Bodybuilder zu sehen. Beide haben ihre eigene Gang und unterscheiden sich grundlegend im Image. Axwell wird als ein Prolet dargestellt und Ingrosso als eine schwer arbeitende, nahezu bodenständige Person. Während des Krafttrainings kommt es zu einem Streit, aus dem eine gegenseitige Herausforderung zum Kampf resultiert. Infolgedessen entsteht ein Hype um das Duell mitsamt Wetten um hohe Geldsummen. Nachdem sich der Kampf zugunsten von Sebastian Ingrosso entscheidet, fährt dieser den Gewinn ein und verschwindet kurzerhand aus dem Gebäude und setzt sich in sein Auto, in dem Axwell bereits auf ihn wartet. Hier stellt sich heraus, dass sie unter einer Decke stecken und den hohen Gewinn nun teilen. Ein Außenstehender beobachtet diese Prozedur und schlägt Alarm. Axwell und Ingrosso gelingt die Flucht im Auto nicht, da dieses nicht anspringt. Der weitere Verlauf ist im Video der Nachfolgersingle Can’t Hold Us Down zu sehen. Nach zwei Jahren wurde das Musikvideo über 13 Millionen Mal aufgerufen.
An den Erfolg von Something New konnte der Track nur bedingt anknüpfen. Er erreichte einen ähnlichen Standard als Festival-Hymne, konnte aber in weitaus weniger Ländern einsteigen als die Debüt-Single. In Großbritannien stieg On My Way auf Platz 100 ein, in Schweden stieg das Lied mit Platz 18 sogar zwei Plätze höher als der Vorgänger ein.

### Can’t Hold Us Down

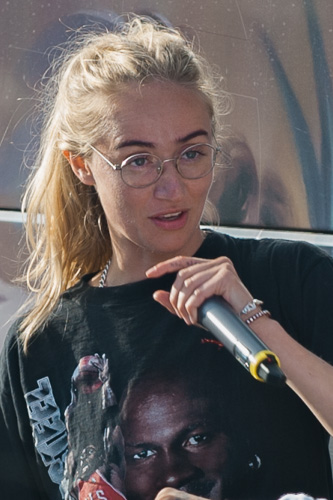
Silvana Imam, Feature bei der Vocal-Version von Can’t Hold Us Down

Die nächste Single erschien am 12. März 2015 und trägt den Titel Can’t Hold Us Down. Live-Premiere feierte der Song bereits im Juni 2014. Schnell wurde er mit dem Swedish-House-Mafia-Track Greyhound verglichen und galt als Axwell-Λ-Ingrosso-Solo-Version von diesem. Ein Promo-Release des Songs erfolgte bereits am 17. November 2014. Verglichen mit den beiden Vorgängern ist Can’t Hold Us Down Electro-lastiger und enthält nur wenige, verzerrte Vocals. Als Writer ist neben Axwell und Ingrosso der Musiker Klas Åhlund angegeben.
Für Mai 2015 wurde die Veröffentlichung eines Remix-Packs angesetzt. Hier steuerte der bosnisch-schwedische Produzent Salvatore Ganacci eine Interpretation bei, den das Duo ebenfalls für eine Vocal-Version des Songs ins Studio holte. Ebenfalls steuerten der US-amerikanische Rapper Pusha T sowie die schwedische Rapperin Silvana Imam Rap-Parts bei. Das Ergebnis wurde am 28. März 2015 beim Ultra Music Festival präsentiert. Die Veröffentlichung erfolgte am 29. Mai 2015 als Stream in ausgewählten Ländern.
Das offizielle Musikvideo wurde am 13. März 2015, einen Tag nach offizieller Single-Veröffentlichung, vom Duo hochgeladen. Hier kam dieselbe Crew zum Einsatz wie bei On My Way. Das Video ist ein Sequel zu On My Way und schließt nahtlos an dessen Handlung an. Die beiden Protagonisten fliehen vor den Personen, die mit Geld auf sie gesetzt haben. Eine mit in die Sache verstrickte Frau verschafft Axwell und Ingrosso durch eine Autobombe einen Vorsprung, doch nach Verblassen der Explosion fängt einer der Verfolger an zu tanzen, was das Duo für einen Moment verunsichert, doch bevor eine Reaktion gezeigt wird, erscheint der Schriftzug „To be continued“. Dies deutet eigentlich auf ein Sequel hin, das bis heute jedoch nicht erschien.

### Sun Is Shining
Die vierte Single wurde am 12. Juni 2015 veröffentlicht und erschien unter dem Titel Sun Is Shining. Gesungen und geschrieben wurde das Lied von Salem Al Fakir und Vincent Pontare. Bereits im Juni des Vorjahres premierte das Duo den Track bei einem Live-Auftritt, woraufhin spekuliert wurden, dass sich hinter Sun Is Shining die langerwartete Kollaboration mit Elton John und Ryan Tedder verbirgt. Beim Coachella-Festival 2015 holten sie jedoch Al Fakir und Pontare auf die Bühne, womit sie deren Mitwirkung bestätigten. In den Folgemonaten diente der Song immer wieder als Closingtrack, zu dem durch Animationen hinter ihrem DJ-Pult ein Sonnenaufgang symbolisiert wird.
Anfang April 2015 gab die Modemarke H&M bekannt, dass sie mit Axwell Λ Ingrosso kooperieren würde. In diesem Zuge wurde bekanntgegeben, dass Sun Is Shining noch im Sommer erscheinen würde und als Werbesong dienen solle. Am 30. April 2015 wurde die Werbung erstmals ausgestrahlt, ein Single-Release wurde noch nicht bekanntgegeben. Am 2. Juni 2015 postete Axwell auf „Twitter“ ein Bild, das einen Frame aus dem offiziellen Musikvideo zeigt, auf dem der Titel des Liedes zu erkennen ist. Des Weiteren schrieb er, dass die Veröffentlichung nicht mehr weit sei.
Parallel mit dem Single-Release am 12. Juni 2015 erschien auch das offizielle Musikvideo. Dieses lässt sich viel mehr als ein Lyric-Video beschreiben; so stehen kleine Zettel im Fokus, auf denen die einzelnen Textzeilen niedergeschrieben sind. Die Zettel sind anfangs noch einzeln an unterschiedlichen Orten zu finden, bis zum Einsetzen des Refrains unzählige Zettel in den Straßen der Stadt umherwehen und die Bewohner verwundern. Auf dem Dach eines Hauses ist das Duo selber zu sehen, wie sie den Text auf die Zettel schreiben. Über 81 Millionen Aufrufe zählte das Musikvideo, womit es den Erfolg ihrer ersten Videos weit überschreitet.
Auch kommerziell konnte der Track mehr Erfolg einfahren. In unter anderem Belgien, Norwegen, Ungarn und den Niederlanden konnte Sun Is Shining in die Top-10 einsteigen. In Schweden erreichte die Single Platz eins der Charts und in Deutschland bildete das Lied die erste Single-Charts-Platzierung. Die Single erhielt in Polen und Dänemark jeweils Gold für 30.000 und 10.000 verkaufte Einheiten, in Italien für 50.000 Verkäufe Platin, Doppelplatin in Norwegen mit 20.000 verkauften Platten sowie Fünffachplatin in Schweden für 200.000 Verkäufe.

### This Time

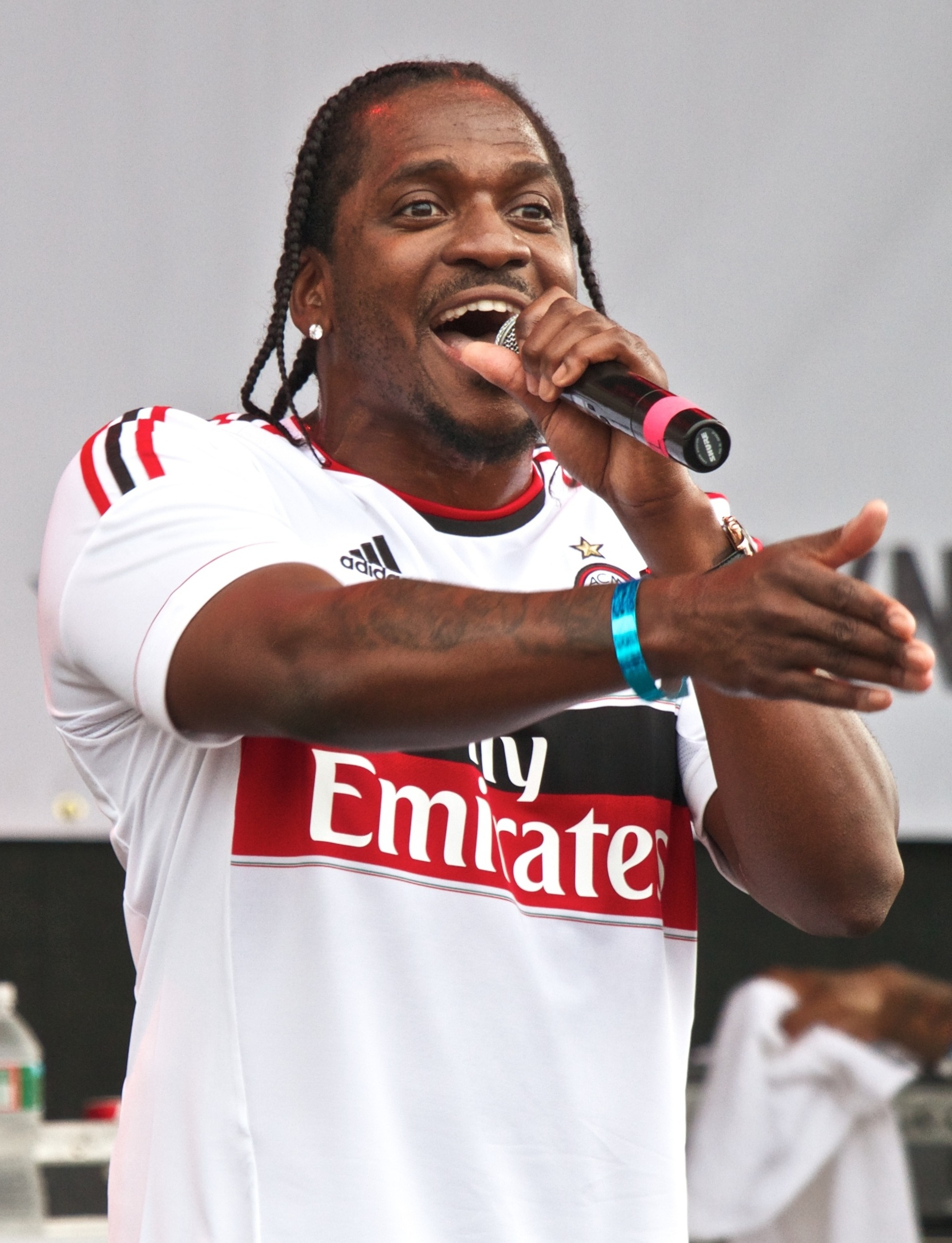
Pusha T, Feature der Single This Time

This Time erschien am 6. November 2015 als fünfte Vorab-Single des Albums. Hier wirkte der US-amerikanische Rapper Pusha T mit. Hinter dem Track verbirgt sich eine abgeänderte Version ihres Debüts Something New mit zusätzlichen Rap-Parts und einem vollständig anderen Instrumental. Erstmals gespielt wurde er bereits vor Veröffentlichung der Original-Version, im Juli 2014, und auch die Kollaboration mit Pusha T wurde zu diesem Zeitpunkt bereits angekündigt. Mitte Oktober 2015 gaben Axwell Λ Ingrosso auf der für die Single angefertigten Seite „wecantgohome“ nähere Details zu der Single bekannt. Sie schrieben:

„We want to recognise the fact that so many innocent children across the globe are refused to go home in a time of chaos and sommotion. With the release of our new single ‘This Time’, all of our net proceed will be directed to support innocent children through UNHCR. We simply want to be a part of making the world a better place for those forced away from their homes. Please join us in helping the children get to a safe and loving place. Help by listening to our new single "This Time".“

Somit gaben sie bekannt, dass der gesamte Erlös, der aus der Single This Time erzielt wird, an den hohen Flüchtlingskommissar der Vereinten Nationen gehen würde. Wenige Tage später veröffentlichten sie eine erste offizielle Preview.
Parallel zur Veröffentlichung der Single am 6. November 2015 erschien auf YouTube ebenfalls ein Lyric-Video auf ihrem Account. Dieses zeigt neben den Lyrics ebenfalls eine Reihe an Live-Auftritten des Duos. Diese sind verzerrt, angepasst an das Lambda-Band-Logo. Während der Vocal-Parts sind Landschaftsaufnahmen zu sehen. Am Ende des Videos wird der This-Time-Hashtag eingeblendet, der auf die Charity-Aktion verweist. Über zwei Millionen Aufrufe zählt das Musikvideo nach zwei Jahren.
This Time erreichte Platz 73 der schwedischen Single-Charts. 2017 wurde das Lied Teil des Soundtracks des Videospiels „WWE 2K17“.

### Dream Bigger

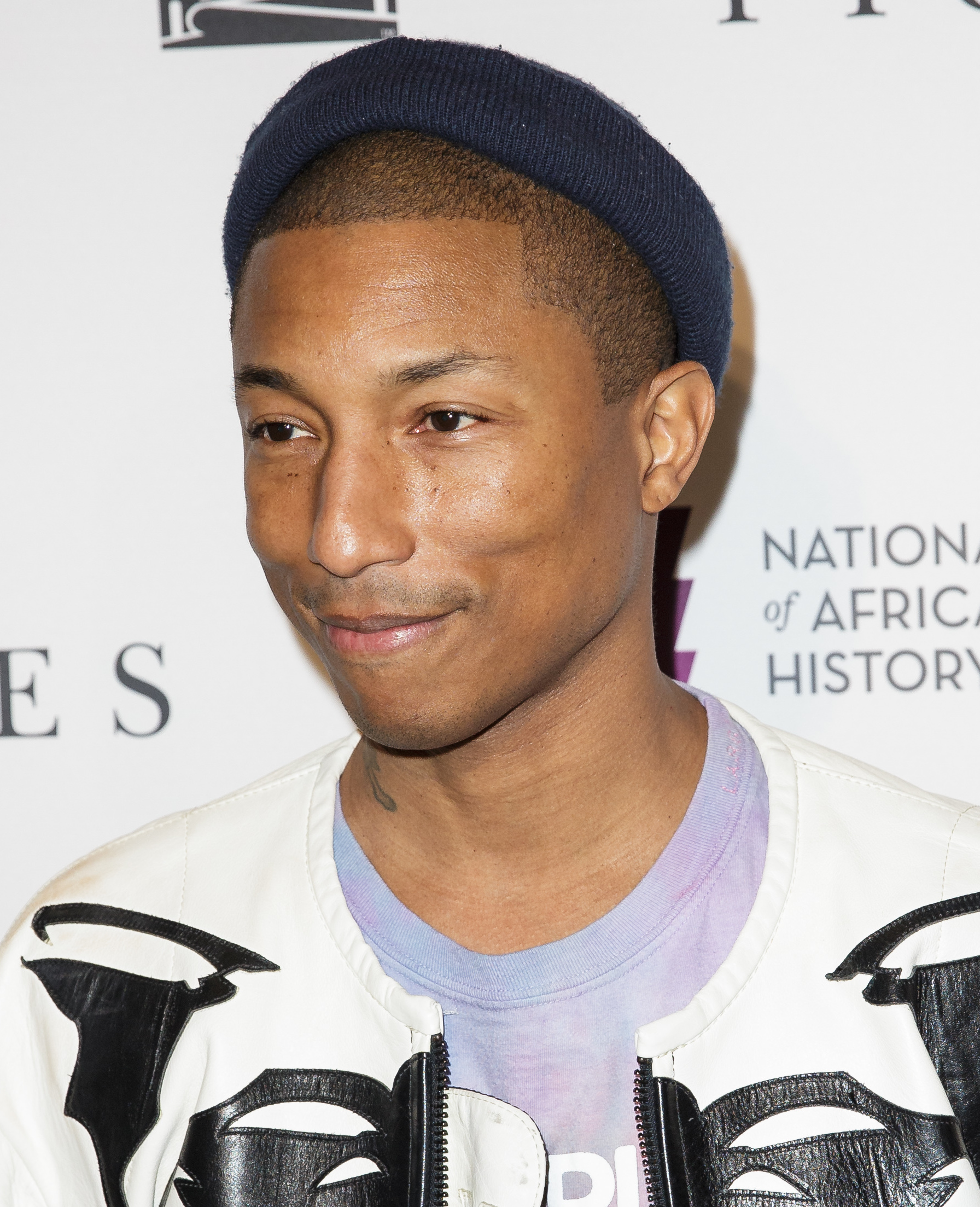
Pharrell Williams, Feature der Single Dream Bigger

Dream Bigger folgte am 31. Dezember 2015 als nächste Promo-Single des Albums. Hinter dieser verbirgt sich die Instrumental-Version eines gleichnamigen Vocal-Tracks, die im Juni 2014 premiert wurde. Infolge mehrerer Plays verbreitete sich das Lied unter dem Titel Music Doing Doing im Internet. Nachdem bereits zahlreiche Gerüchte von der Veröffentlichung zu Silvester sprachen, gab Axwell das Release am 28. Dezember 2015 offiziell bekannt. Bereits vor Release wurden zahlreiche stilistische Parallelen zu Bands wie Justice und Daft Punk bemerkt.
Im März 2015 spielte das Duo erstmals die finale Version des Songs, die eine Kollaboration mit dem US-amerikanischen Musiker Pharrell Williams darstellt. Bereits zu ihren Swedish-House-Mafia-Zeiten arbeiteten sie mit Williams zusammen, woraus der Track One (Your Name) resultierte. Am 29. April 2016 folgte dann die Dream-Bigger-Vocal-Version als offizielle sechste Single.
Musikvideos wurden zu beiden Versionen, der Instrumental-Version sowie der Version mit Pharrell Williams, produziert. Das Video des Instrumentals orientiert sich am Stil des Lyric-Videos von This Time, wobei hier nur Animationen und visuelle Effekte zum Einsatz kamen. Das offizielle Musikvideo hingegen zeigt Tour-Footage sowie die Lyrics. Zum ersten Drop werden Axwell und Sebastian Ingrosso gezeigt, wie sie unter anderem im Flugzeug oder im Backstage-Bereich tanzen. Der zweite Drop basiert auf Ausschnitten ihrer Live-Sets. Beide Musikvideos zählen knappe 1,5 Millionen Aufrufe.
Die Platzierungen in den Single-Charts standen denen der Vorgänger nach. Zum einen erreichten sie in ihrer Heimat nicht die Charts, während es in Belgien nur für einen Einstieg in der unteren Hälfte reichte.

### Thinking About You
Am 27. Mai 2016 wurde das Lied Thinking About You als nächste Single veröffentlicht. Als Gastmusiker kamen hier der britische Singer-Songwriter Richard Archer und die britische Sängerin Chloe Leone zum Einsatz, während Jacob Tillberg und Sebastian Furrer als Autoren mitwirkten. Die Wurzeln des Liedes reichen bis in das Jahr 2010, als das Lied bei einem Auftritt von Axwell bei Monster Massive in London am 23. Oktober 2010 gespielt wurde. Nach dem einmaligen Play geriet der Track vorerst in Vergessenheit, bis das Duo den Song in neuer Form am 4. Juli 2015 wieder in ihr Programm aufnahm. Nicht nur unterschied sich der Stil von der ursprünglichen Version; die männlichen Vocals wurden neu eingesungen und auch eine weibliche Stimme wurde hier hinzugefügt. Des Weiteren wurden die neuen Drum-Loops stark von dem 1972-Lied Think (About It) von Lyn Collins inspiriert.
Im Frühjahr 2016 wurde das Release bekannt gegeben und die finale Version wurde premiert. Dabei handelte es sich jedoch um eine bisher noch nie gespielte Version, die sehr viel kommerzieller gestaltet ist als die, die bisher in ihren Sets zu hören war. Infolge der Neugestaltung stieg die Nachfrage nach der 2010er- sowie auch der 2015er-Version. Letztere veröffentlichten Axwell Λ Ingrosso am 8. Juni 2016 offiziell in Form eines Festival Edits. Nachdem ein Fan ihn privat nach der ursprünglichen Version fragte, sandte Axwell ihm einen Link zu dieser, die jedoch ungemastert war. Dennoch verbreitete sich die „Monster Massive Version“ schnell und erhielt sehr positives Feedback.
Das offizielle Musikvideo des Liedes wurde am 31. Mai 2016 veröffentlicht. Dieses erhielt schnell positive Kritiken und durch seine Machart sehr viel Aufmerksamkeit. Axwell und Sebastian Ingrosso spielen hier seit Can’t Hold Us Down erstmals wieder die Hauptrollen. Es startet mit einer Reinigungskraft, die das Duo im Fernsehen sieht; jedoch sind bei beiden die Gesichter herausretuschiert. Sie geht daraufhin in einen öffentlichen Sanitärbereich, um hier zu putzen. Nach einigen Sekunden stellt sie sich kurzerhand neben einen Passanten an ein Urinal, woraufhin er sie verwirrt ansieht. Sie dreht ihren Kopf zu ihm und Axwells Gesicht erscheint auf ihrem. Axwell beginnt den Song zu singen und der Passant fährt mit den Vocals fort. Ingrossos Gesicht erscheint auf dem eines Geschäftsmanns. Im Laufe des Liedes erscheinen ihre Gesichter auch auf weiteren Personen und unterschiedlichen Körperteilen, wodurch es zu teilweise grotesken Situationen kommt. Nach knapp eineinhalb Jahren wurde das Video über sieben Millionen Mal aufgerufen.
Thinking About You konnte die beiden DJs in Schweden wieder in die offiziellen Single-Charts bringen. Dort platzierten sie sich auf Nummer 64, in Belgien erreichten sie ebenfalls die Top-100.

### I Love You

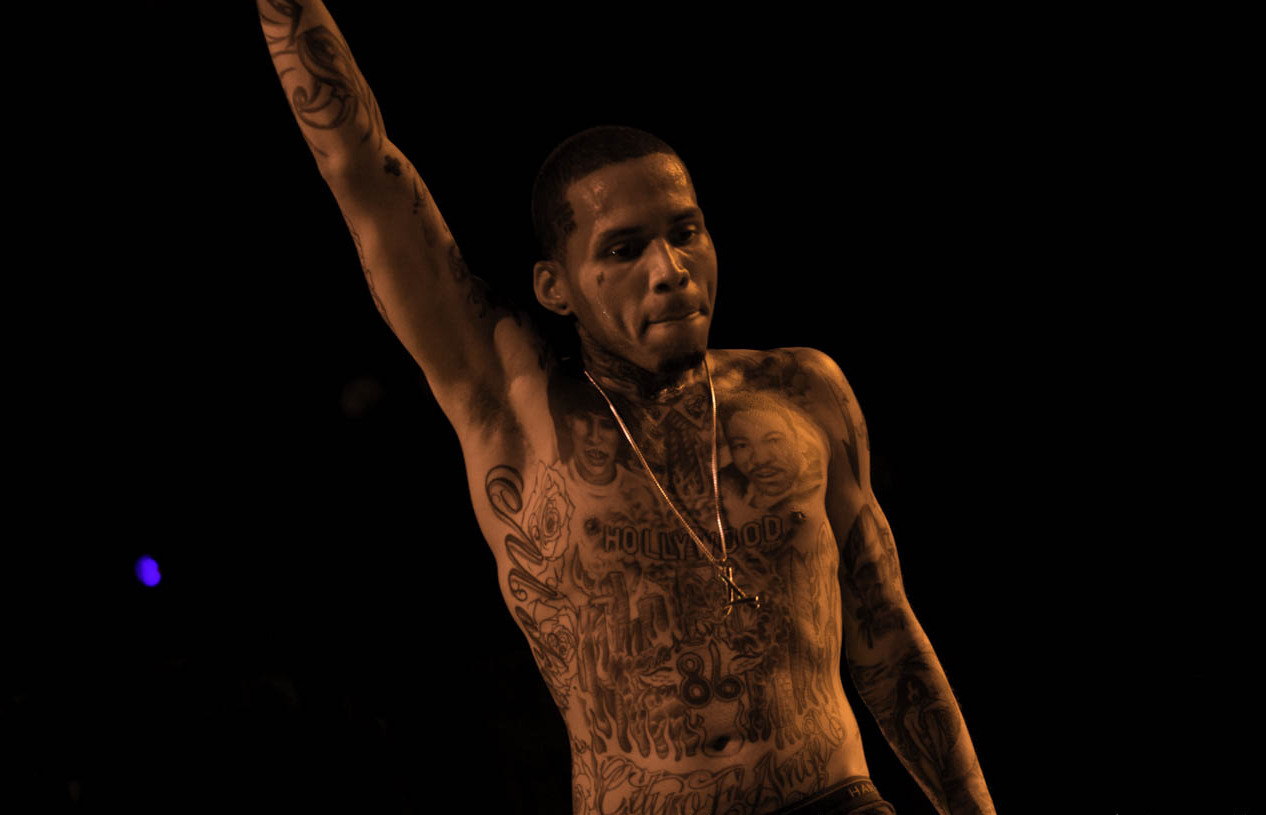
Kid Ink, Feature der Single I Love You

Die achte Single von More than You Know veröffentlichten Axwell Λ Ingrosso am 10. Februar 2017. Diese trägt den Titel I Love You und entstand in Zusammenarbeit mit dem US-amerikanischen Rapper Kid Ink und der US-amerikanischen Sängerin Madison Love. An der Entstehung beteiligten sich ebenfalls die Autoren Johnathan Carter Cunningham und Gerard Folkestad Taylor. Die Geigenmelodie des Chorus basiert auf einem Sample aus dem Song Bitter Sweet Symphony von The Verve aus dem Jahr 1997. Stilistisch ist I Love You weitaus poppiger gestaltet und orientiert sich weniger an Electro-House-Charakterzügen als ihre anderen Singles.
In einem Interview mit „92.3 AMP Radio“ erzählte das Duo, dass sie Madison Love in Los Angeles trafen und ihre Stimme gut für den Track geeignet wäre. Nachdem ihre Vocals auf dem Instrumental produziert wurde, hätten sie gemerkt, dass ein Rapper gut in das Schema passen würde, weshalb sie Kid Ink kontaktierten. Dieser sei sehr offen für die Kollaboration gewesen und stieg kurzerhand in das Projekt ein. Das Ergebnis präsentierten sie erstmals am 26. November 2016 beim Creamfields-Festival in Großbritannien. Im Februar des Folgejahres wurde die Studioversion dann wie die meisten ihrer anderen Singles bei „BBC Radio“ premiert.
Neben der normalen Version veröffentlichten Axwell und Sebastian Ingrosso auch eine Dub-Version, die Kid Inks Rap-Parts nicht enthält, sowie eine Acoustic-Version.
Das offizielle Musikvideo erschien am 8. März 2017. Als Regisseur wurde Colin Tilley engagiert, der regelmäßig Regie bei Kid Inks Videos führt. Im Video ist Kid Ink zu sehen, der schwer verwundet in einem Auto flüchtet. In einem Flashback ist er in einem luxuriösen Anwesen zu sehen, wie er eine Affäre mit drei Frauen auslebt. Eines Abends verführt eine der Frauen eine weitere, woraufhin sie diese in einer Badewanne ertränkt. Sie greift zu einer Waffe und überrascht Kid Ink, der gerade mit der dritten Frau flirtet. Sie schießt auf ihn, woraufhin das Flashback endet. Nach einem Jahr zählt das Video über 8 Millionen Views.
I Love You erreichte in mehreren europäischen Ländern die offiziellen Single-Charts. In Schweden erfolgte eine Platzierung in den Top-10, in Großbritannien rückte der Track bis auf Platz 73 und erreichte die Spitze der US-Billboard-Electronic-Charts. In Deutschland rückte die Single in mehreren Download-Portalen in die Charts vor.

### Renegade
Als Promo-Single erschien am 12. Mai 2017 der Track Renegade, der von Salem Al Fakir gesungen und mit geschrieben wurde. Von dem Album ist Renegade die jüngste Produktion, die ebenfalls erst im März desselben Jahres premiert wurde. Stilistisch orientierten sie sich hier an weitaus ruhigeren Charakterzügen als bei ihren letzten Singles. Die Gestaltung sorgte für Aufsehen, KAt Bein vom „Billboard Magazine“ beschrieb die Stimmung des Songs als würde man „auf einem 70er-Jahre-Shaggy-Teppich herummachen, während Champagner in einem Eiskübel neben einem Neonfeuer schwitzt.“
Live spielte das Duo den Song nur einmal vor Release im März 2017 in London. Die Veröffentlichung als Promo-Single erfolgte dann im Mai 2017 infolge der Ankündigung ihrer More-Than-You-Know-EP an; so wurde Renegade vorab zum Download und Streaming angeboten. Parallel zum Release wurde auch eine Preview des Lyric-Videos veröffentlicht.
Am 17. Mai 2017 veröffentlichten Axwell Λ Ingrosso das Lyric-Musikvideo, welches auch Teil der später veröffentlichten Visual EP und somit ein Sequel zu dem offiziellen Musikvideo von More Than You Know ist. Die Protagonistin wird von der belgischen Schauspielerin und Model Romi van Renterghem verkörpert. Regie führte der belgische Schauspieler, Regisseur und Filmproduzent Nicolas Caeyers. An seiner Seite stand der Designer Francesco Ragazzi. Gezeigt wird die Protagonistin bei den Nachwirkungen eines Raves. Sie befindet sich im Sanitärbereich des Clubs, scheint jedoch Probleme mit der Orientierung zu haben und ist sich ihrer Handlungen offensichtlich nicht bewusst. An den Wänden und Türen stehen jeweils die Liedzeilen. Nach einem halben Jahr zählte das Video rund eine Million Aufrufe.

### More Than You Know
Als zehnte Single wurde am 26. Mai 2017 das Lied More Than You Know veröffentlicht. Hier beteiligten sich Richard Zastenker, Vincent Pontare und Salem Al Fakir neben Axwell und Ingrosso als Autoren. Als Sänger war der Singer-Songwriter Kristoffer Fogelmark Teil des Projekts. Premiere feierte das Lied im Jahr 2015 beim Coachella-Festival; zu diesem Zeitpunkt waren noch Pontare und Al Fakir als Sänger zu hören. Hier war zudem kein Drop für den Song fertig produziert. Beim Ultra Music Festival 2017 wurde dann erstmals die finale Version gespielt.
Das Lied entwickelte sich zu einem der Sommerhits des Jahres 2017. In etlichen Ländern, darunter Deutschland, Österreich, Ungarn, Tschechien und der Slowakei erreichten sie mit der Single die Spitze der Single-Charts und verkauften bis Ende des Jahres über 1,5 Millionen Einheiten. Auch das Musikvideo entwickelte sich zu einem Erfolg und wurde über 178 Millionen Mal angeklickt.
Nach dem Sommer veröffentlichten sie eine spanischsprachige Version des Liedes, die gemeinsam mit Sebastián Yatra und Cali & El Dandee aufgenommen wurde. Hier kommen ebenfalls mehrere Latin-Pop-Einflüsse zum Einsatz. Auch ein neues Musikvideo wurde hierzu gedreht.

### Dreamer
Die letzte Single des Albums wurde am 8. Dezember 2017 veröffentlicht. Diese trägt den Titel Dreamer und entstand in Kollaboration mit dem Singer-Songwriter Trevor Guthrie. Als Songwriter standen dem Duo auch hier wieder Vincent Pontare und Salem Al Fakir sowie auch Elof Loelv bei. Erwartet wurde das Lied bereits seit Oktober 2014, als Axwell und Sebastian Ingrosso es beim Amsterdam Dance Event spielten. Zu diesem Zeitpunkt basierte der Track jedoch noch auf einem Progressive-House-Muster, das als Flashback in die Swedish-House-Mafia-Zeit beschrieben wurde.
Ende November 2016 gab Axwell auf Facebook und Twitter, nachdem der Track vorerst in den Hintergrund rückte, bekannt, dass das Lied in der folgenden Woche erscheinen würde. Als er jedoch auf Snapchat einen Einblick in den Song gewährte, schien dieser stilistisch anders ausgelegt worden zu sein. Der frühere Progressive-House-Drop wurde hier in einen More-Than-You-Know-ähnlichen Drop umfunktioniert. Auf Grund der gesunden Ähnlichkeit zum Vorgänger wurde der Single ein Hitpotential zugesprochen.
Kommerziell startete das Lied ähnlich wie die Vorgängersingle mit Charteinstiegen in mehreren europäischen Ländern und konnte sich vorerst nur langsam hocharbeiten.

## Kritiken
Die Veröffentlichung des Albums wurde eher kritisch aufgefasst. So wurde gesagt, dass es den Erwartungen nach den zahlreichen Verschiebungen in keiner Weise gerecht werden konnte. Dazu wurde der Blick insbesondere auf die eher notdürftige Veröffentlichung nach dem Single-Charterfolg mit More Than You Know sowie auf die nur aus bereits veröffentlichten Liedern bestehende Tracklist gerichtet.

## Kommerzieller Erfolg

### Chartplatzierungen

#### Album
Das Studioalbum stieg in mehreren europäischen Ländern in die offiziellen Album-Charts ein. In erster Linie betraf dies die skandinavischen Länder; so erreichte es in Dänemark Platz 36, in Finnland Platz 19 und in Norwegen Platz 16. In den USA stieg es in den Dance- und Electronic-Charts bis auf Nummer 11. Die Streaming-Zahlen auf Spotify bewegen sich zwischen 2 Millionen und einer halben Milliarde Plays.
| ChartsChartplatzierungen | Höchstplatzierung | Wochen |
| ------------------------ | ----------------- | ------ |
| Schweden (GLF)           | 12 (57 Wo.)       | 57     |

| ChartsJahrescharts (2018) | Platzierung |
| ------------------------- | ----------- |
| Schweden (GLF)            | 21          |

| ChartsJahrescharts (2019) | Platzierung |
| ------------------------- | ----------- |
| Schweden (GLF)            | 87          |

#### Singles
| Jahr | Titel Gastsänger                                | Höchstplatzierung, Gesamtwochen, AuszeichnungChartplatzierungen (Jahr, Titel, Gastsänger, Platzierungen, Wochen, Auszeichnungen, Anmerkungen) | Höchstplatzierung, Gesamtwochen, AuszeichnungChartplatzierungen (Jahr, Titel, Gastsänger, Platzierungen, Wochen, Auszeichnungen, Anmerkungen) | Höchstplatzierung, Gesamtwochen, AuszeichnungChartplatzierungen (Jahr, Titel, Gastsänger, Platzierungen, Wochen, Auszeichnungen, Anmerkungen) | Höchstplatzierung, Gesamtwochen, AuszeichnungChartplatzierungen (Jahr, Titel, Gastsänger, Platzierungen, Wochen, Auszeichnungen, Anmerkungen) | Höchstplatzierung, Gesamtwochen, AuszeichnungChartplatzierungen (Jahr, Titel, Gastsänger, Platzierungen, Wochen, Auszeichnungen, Anmerkungen) | Anmerkungen                                                 |
| Jahr | Titel Gastsänger                                | DE | AT | CH | UK | SE | Anmerkungen                                                 |
| ---- | ----------------------------------------------- | --- | --- | --- | --- | --- | ----------------------------------------------------------- |
| 2014 | Something New Vincent Pontare                   | — | — | — | UK22 (5 Wo.)UK | SE20 ×2Doppelplatin · (21 Wo.)SE | Erstveröffentlichung: 27. November 2014 Verkäufe: + 135.000 |
| 2015 | On My Way Salem Al Fakir                        | — | — | — | UK100 (1 Wo.)UK | SE18 ×2Doppelplatin · (22 Wo.)SE | Erstveröffentlichung: 12. März 2015 Verkäufe: + 80.000      |
| 2015 | Sun Is Shining Salem Al Fakir                   | DE51 (8 Wo.)DE | AT13 (15 Wo.)AT | CH41 (8 Wo.)CH | UK56 Silber · (2 Wo.)UK | SE1 ×5Fünffachplatin · (34 Wo.)SE | Erstveröffentlichung: 12. Juni 2015 Verkäufe: + 735.000     |
| 2015 | This Time Salem Al Fakir & Pusha T              | — | — | — | — | SE73 (1 Wo.)SE | Erstveröffentlichung: 6. Dezember 2015 Charity-Single       |
| 2016 | Thinking About You Richard Archer & Chloé Leone | — | — | — | — | SE64 (2 Wo.)SE | Erstveröffentlichung: 27. Mai 2016                          |
| 2017 | I Love You Kid Ink & Madison Love               | — | — | — | UK72 (1 Wo.)UK | SE16 ×3Dreifachplatin · (24 Wo.)SE | Erstveröffentlichung: 10. Februar 2017 Verkäufe: + 165.000  |
| 2017 | More Than You Know Kristoffer Fogelmark         | DE1 ×3Dreifachplatin · (50 Wo.)DE | AT1 Platin · (47 Wo.)AT | CH2 (51 Wo.)CH | UK30 Platin · (13 Wo.)UK | SE2 ×10Zehnfachplatin · (62 Wo.)SE | Erstveröffentlichung: 26. Mai 2017 Verkäufe: + 4.208.333    |
| 2017 | Dreamer Trevor Guthrie                          | DE34 Gold · (19 Wo.)DE | AT20 (21 Wo.)AT | CH44 (19 Wo.)CH | — | SE17 ×2Doppelplatin · (28 Wo.)SE | Erstveröffentlichung: 8. Dezember 2017 Verkäufe: + 505.000  |

### Auszeichnungen für Musikverkäufe
| Land/Region       | Auszeichnungen für Musikverkäufe (Land/Region, Auszeichnung, Verkäufe) | Verkäufe |
| ----------------- | ---------------------------------------------------------------------- | -------- |
| Brasilien (PMB)   | Gold                                                                   | 20.000   |
| Dänemark (IFPI)   | Platin                                                                 | 20.000   |
| Italien (FIMI)    | Gold                                                                   | 25.000   |
| Neuseeland (RMNZ) | Gold                                                                   | 7.500    |
| Polen (ZPAV)      | Platin                                                                 | 20.000   |
| Singapur (RIAS)   | Gold                                                                   | 5.000    |
| Insgesamt         | 7× Gold · 2× Platin ·                                                  | 97.500   |